# Pyongyang Racer
Pyongyang Racer es un videojuego de carreras de 2012 creado por estudiantes de la Universidad de Tecnología Kim Chaek y Nosotek y publicado por Koryo Tours , una compañía de viajes especializada en organizar visitas a Corea del Norte.

## Desarrollo y lanzamiento
Los gráficos del juego no son contemporáneos de su período de tiempo; un revisor ellos equipara a la Sega Saturn  y otra a la era de 32 bits en general. Esta peculiaridad no fue involuntaria; Koryo declaró que Pyongyang Racer "no tenía la intención de ser un juego de éxito tecnológico de alta gama del siglo XXI"  sino más bien un juego de estilo arcade retro. A diferencia de la mayoría de los juegos de carreras, Nosotek y Koryo no incluían IA ni modo multijugador de ningún tipo.
El juego fue lanzado antes, pero a fines de diciembre de 2012, fue lanzado para navegadores de Internet.

## Recepción
El juego ganó popularidad en Internet, ya que las personas que no querían visitar Corea del Norte aprendieron sobre el diseño de Pyongyang. Los simpatizantes del exlíder Kim Jong-il y de Corea del Norte en general también participaron en el juego. Su popularidad fue suficiente para dejar temporalmente fuera de servicio su sitio para algunos usuarios.